# Fornicação
Fornicação do latim fornicari, “manter relações sexuais” de fornix, que se refere a um arco ou abóbada. Na Roma antiga, o fornice era o arco sob o qual as prostitutas se exibiam, por falta de lugares apropriados.
A conexão entre fornicação e o ato de exibição sexual sob os arcos das pontes é corroborada por fontes como The Roman Empire: A Very Short Introduction de Christopher Kelly, que explora a vida cotidiana na Roma antiga. Kelly descreve como as prostitutas frequentemente se posicionavam sob os arcos das pontes para atrair clientes.
No contexto religioso, o Novo Testamento usa o termo vindo do grego: perneia ou porneia que significa o mesmo para fornicação. De acordo com estudos teológicos, como Theological Dictionary of the New Testament de Gerhard Kittel, a palavra perneia refere-se a relações sexuais ilícitas em geral, incluindo adultério, imoralidade sexual e fornicação.
A evolução do significado da palavra ao longo do tempo é discutida por historiadores como Peter Brown em seu livro The Body and Society: Men, Women, and Sexual Renunciation in Early Christianity. Brown explora como a percepção da sexualidade mudou ao longo da história cristã, influenciada por fatores sociais, culturais e religiosos.
Para informações sobre a interpretação da palavra fornicação dentro das Escolas de Mistérios e da Alquimia, recomenda-se consultar textos especializados sobre essas tradições, como The Secret Teachings of All Ages de Manly P. Hall.
Por fim, para compreender as mudanças na interpretação religiosa ao longo do tempo, é útil consultar fontes históricas e teológicas, como A History of Christianity de Diarmaid MacCulloch e The Oxford Dictionary of the Christian Church, editado por F. L. Cross e E. A. Livingstone.